# TARDIS
TARDIS (acrônimo de Time and Relative Dimension(s) in Space) (em português: Tempo e Dimensão Relativas no Espaço) é a nave espacial, personagem e máquina do tempo do seriado de ficção científica da BBC, Doctor Who. A TARDIS pode levar seus passageiros para qualquer lugar no tempo e espaço.
A TARDIS que O Doutor pilota é um modelo antigo do tipo 40. Ela foi produzida pelos Senhores do Tempo e depois roubada pelo Primeiro Doutor em Gallifrey (planeta natal dele e dos Senhores do Tempo). Ela é muitas vezes chamada de "A TARDIS", pois é a única no universo devido a extinção dos Senhores do Tempo.

## Recursos

### Dimensional Transcendental
Uma das principais características da TARDIS é que o interior existe em uma dimensão diferente da do exterior, fazendo com que seja "maior por dentro do que por fora" (bigger on the inside).

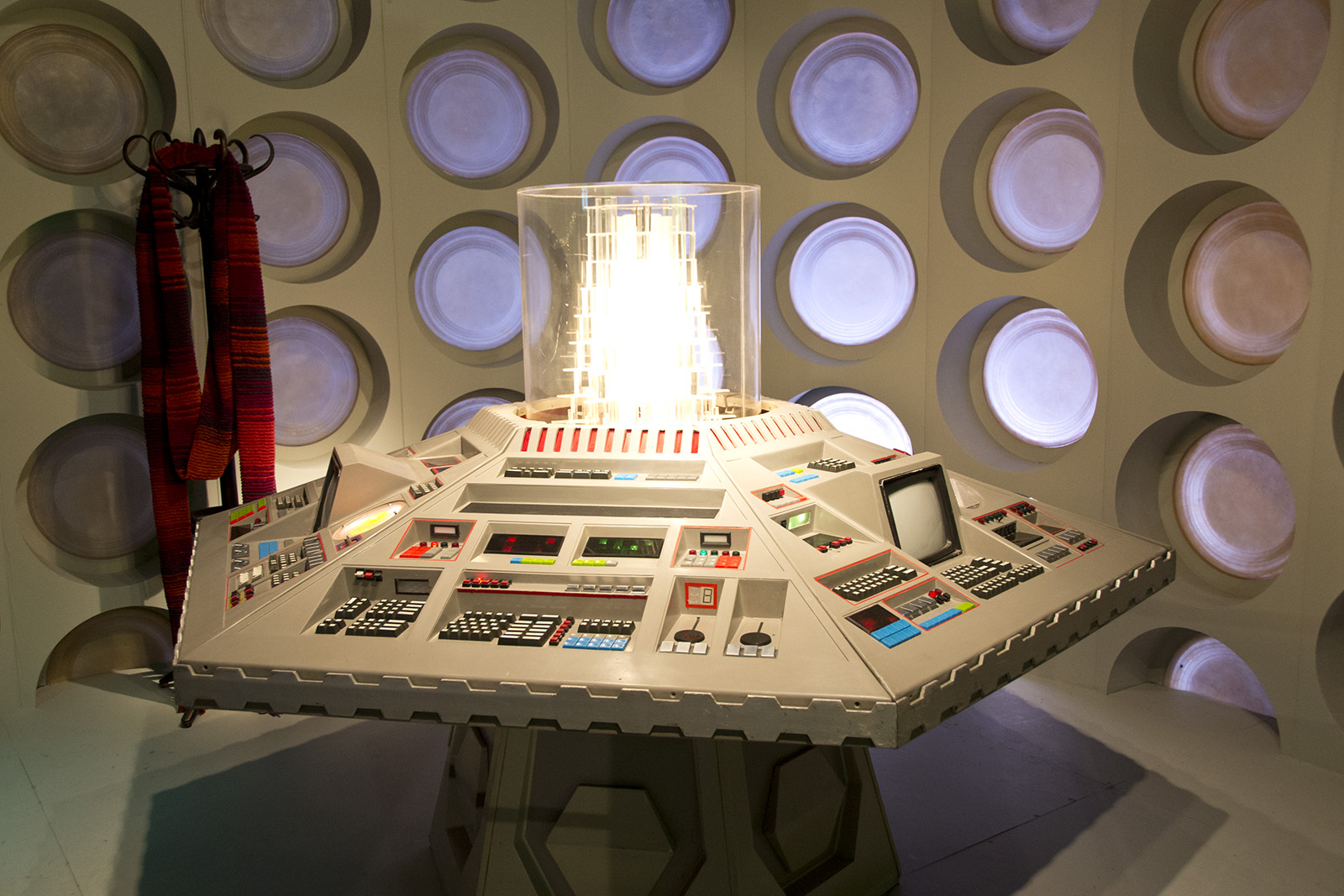
Interior da TARDIS do Quinto Doutor.

### Circuito Camaleão
Outra característica da TARDIS é sua capacidade de camuflar-se, uma vez pousada. Funcionando corretamente, o circuito camaleão avaliaria o ambiente pouco antes da chegada e mudaria o exterior para se parecer com algo em comum com a paisagem. Em uma ocasião depois de deixar Londres em 1963, o circuito camaleão da TARDIS do Doutor parecia não ter nenhum controle sobre a mudança. No entanto, com o funcionamento normal do mecanismo, ele seria programável a partir de um teclado no console principal da TARDIS. Mais tarde, novos modelos tiveram uma maior flexibilidade. A capacidade do Mestre, de produzir uma coluna em ambientes às vezes contraditórios como o Projeto Pharos ou Heathrow, bem como declaração do Monge de que escolheu deixar sua TARDIS como um sarcófago, talvez indique que os circuitos de modelos posteriores poderiam ser operados manualmente. Esta ideia foi secundada quando o Doutor entrou na TARDIS do Monge e mudou sua aparência de um pilar de pedra para uma caixa de polícia idêntica a sua própria TARDIS.

## Organismo Vivo

Imagem da TARDIS num Vórtice temporal

TARDIS são máquinas incrivelmente complexas. A natureza da sua construção era tão complicada que foi dito que eram cultivadas ao invés de construídas, simulando assim um processo biológico, embora não seja claro se isso indica que a máquina seja biológica por natureza ou se é simplesmente complicada e complexa que parece imitar os processos de uma entidade biológica.
Devido ao nível de complexidade em sua construção, a TARDIS tinha um grau de inteligência, e poderia agir de forma independente, como quando a TARDIS do Doutor ressuscitou Grace Holloway e Chang Lee, ou quando alguém olha para o coração da TARDIS.
TARDIS muitas vezes “lamentam” a morte de seu dono, chegando a cometer suicídio por voar em um sol ou arremessando-se no Vortex do Tempo. O Quinto Doutor alegou que havia “um cemitério de elefantes” de TARDISes em algum lugar no fim dos tempos.
Por ter essas características orgânicas, O Doutor considera sua TARDIS como um ser vivo. Ele fala e acaricia partes da TARDIS quando a opera e utiliza de condições médicas para falar de problemas mecânicos, por exemplo “indigestão”. Uma vez ele comentou que a TARDIS era “mais como uma pessoa”.